# Île Fayerweather
L'île Fayerweather  est une île située dans le détroit de Long Island au sud de Seaside Park (Connecticut) (en) . Elle fait partie de la ville de Bridgeport
dans le Connecticut, États-Unis. 
L'île contient une forêt côtière renaissante composée principalement de chênes blancs (Quercus alba) et de genévrier de Virginie (Juniperus virginiana)[réf. nécessaire]. 
L'île a été achetée à David Fayerweather par le gouvernement américain. Il abrite le phare de Black Rock Harbor, construit en 1823.  En 1837-1838 une digue de granit (appelée «la fortification») a été construite pour aider à maintenir l'intégrité de l'île et de la station de signalisation maritime. Il a été étendu sur ce qui était devenu un peu plus qu'un banc de sable pour se connecter à une plus grande partie de l'île Fayerweather en 1849[réf. nécessaire].
En 1911 l'île acquise par la ville de Bridgeport. La reconstruction de la digue est commencée et reliera l'île à l'extrémité ouest de Seaside Park. En 1919 la nouvelle digue et la route sont achevées et relient la partie supérieure de l'île Fayerweather (maintenant l'extrémité ouest de la partie continentale du parc) aux parties plus anciennes de Seaside Park[réf. nécessaire].
Le phare est désactivé en 1933  mais une station météorologique de la National Oceanic and Atmospheric Administration (NOAA) y est toujours en service[réf. nécessaire].